# جامعة طيبة التكنولوجية
جامعة طيبة التكنولوجية هي جامعة حكومية مصرية، إحدى الجامعات التكنولوجية التي تم إنشاءها طبقًا لقانون رقم 72 لسنة 2019 والخاص بإنشاء الجامعات التكنولوجية في مصر وهي مؤسسات تعليمية تنتهج أسلوب التعليم والتدريب للطلاب في مختلف التخصصات التي يحتاجها سوق العمل مع تطوير وبناء المهارات اللازمة لإلحاق الخريج بسوق العمل مباشرة، تقع الجامعة في منطقة الجامعات بمدينة طيبة الجديدة بمحافظة الأقصر على مساحة 130 ألف متر مربع.
تضم الجامعة 3 معامل كيميائية بالإضافة إلى معامل الحاسوب، و4 ورش نجارة و4 قاعات تدريسية و4 مدرجات، و5 ملاعب خماسية ومتعددة، ومسجد ومسرح ومطعم وكافيتريا وفندق تعليمي ومطعم تعليمي، بالإضافة إلى سكن الطلاب وسكن الطالبات وسكن أعضاء هيئة التدريس، ويحصل الطالب على الدبلوم العالي التكنولوجي والبكالوريوس التكنولوجي في أي من تخصصاتها وكذلك تمنح الجامعة الماجستير المهني والدكتوراه المهنية في التكنولوجيا، وبدأت الدراسة في الجامعة في سبتمبر 2022.

## الكليات
الجامعة تحوي كليتين هما:
كلية تكنولوجيا الصناعة والطاقة
تطرح برنامجًا تكنولوجيا الصناعات الخشبية وتكنولوجيا التصنيع الغذائي.
كلية تكنولوجيا الخدمات السياحية والفندقية
تطرح برنامج تكنولوجيا خدمات السياحة والسفر وتكنولوجيا الخدمات الفندقية.

## نظام القبول
يشترط للقبول في الجامعة أن يكون المتقدم حاصلاً على شهادة الثانوية العامة أو ما يعادلها، أو شهادة الدبلوم نظام الثلاث والخمس سنوات أو ما يعادلها، أو خريجي المعاهد المتوسطة، ويكون القبول بترتيب درجات النجاح، ويقبل المتقدم بعد اجتياز اختبارات القبول التي تحددها الجامعة وهي من اختبار لقياس مهارات اللغة الإنجليزية، اختبار لقياس مهارات الحاسب الآلي، واختبار للمعلومات العامة في الرياضيات ويشترط للنجاح الحصول على نسبة 60٪ من الدرجة النهائية بهذا الاختبار.

## وصلات خارجية
- صفحة الجامعات التكنولوجية بموقع وزارة التعليم العالي.